# غاو وستفاليا الجنوبية
غاو وستفاليا الجنوبية (بالألمانية: Gau Westfalen-Süd ) كان قسمًا إداريًا لألمانيا النازية يشمل دولة ليب الحرة، ودولة شاومبورغ ليبي الحرة والنصف الشمالي من مقاطعة ويستفاليا البروسية بين عامي 1933 و1945. من عام 1928 إلى عام 1933، كان التقسيم الإقليمي للحزب النازي لهذه المناطق.

## التاريخ
تم إنشاء نظام النازي جاو في الأصل في مؤتمر للحزب في 22 مايو 1926، من أجل تحسين إدارة هيكل الحزب. منذ عام 1933 وما بعده، بعد الاستيلاء النازي على السلطة، حل الجاو محل الولايات الألمانية كتقسيمات إدارية في ألمانيا. 
على رأس كل جاو، هناك غاوليتر ذو صلاحيات شبه مطلقة. كل غاولتير محلي غالبًا ما كان يشغل مناصب حكومية بالإضافة إلى مناصب حزبية وكان مسؤولًا، من بين أشياء أخرى، عن الدعاية والمراقبة، ومنذ سبتمبر 1944 فصاعدًا، فولكسستورم والدفاع عن الغاو.  
شغل منصب غاولايتر في ويستفاليا-جنوب جوزيف فاجنر من عام 1928 إلى عام 1941، وتلاه بول جيزلر من عام 1941 إلى عام 1943 وألبرت هوفمان من عام 1943 إلى عام 1945.   تم تجريد فاغنر من منصبه في عام 1941 وطرده من الحزب النازي. قيض عليه الجستابو عام 1944، وتوفي في مايو 1945 في ظروف غير واضحة.  شغل جيزلر، العضو المرتبط جيدًا في التسلسل الهرمي الأعلى لألمانيا النازية، عددًا من المناصب العليا خلال تلك الحقبة، وكان آخرها وزير الداخلية الألماني في الأيام الأخيرة من الحرب. شارك في قمع المقاومة الألمانية، وبعد محاولة انتحار، أطلق عليه مساعده الرصاص في 8 مايو 1945.  هوفمان، آخر غاولايتر لوستفاليا الجنوبية، اختفى في البداية بعد الحرب. اعتقل في أكتوبر 1945 وتم استدعاؤه كشاهد في عدد من المحاكمات وسجن لمدة خمس سنوات تقريبًا. توفي في ألمانيا الغربية في عام 1972 بعد حياة مهنية ناجحة، ولم يُتهم بأي جرائم أخرى ارتكبت خلال الحقبة النازية. 